# ASV Botnang
Der Athletik-Sport-Verein von 1898 Botnang e. V. (kurz: ASV Botnang) ist ein in Stuttgart-Botnang ansässiger Verein. Er wurde 1898 gegründet.

## Abteilungen
Der Sportverein bietet zu Beginn des Jahres 2019 folgende Sportarten an:
- Fußball
- Karate
- Taekwondo
- Tischtennis
- Turnen, Tanzen, Gymnastik sowie Fitness und Gesundheit
- Volleyball

Die traditionsreiche Ringerabteilung wurde mittlerweile aufgelöst.

## Geschichte

### Ringen
Eine der erfolgreichsten Abteilungen waren die Ringer, welche von 1998 bis 2000 in der 2. Bundesliga vertreten waren. Aus finanziellen Gründen erfolgte zunächst der Rückzug aus der 2. Bundesliga, später die Auflösung der Abteilung.
Doch schon lange zuvor konnten Ringer des ASV große Erfolge feiern. So belegte Otto Böttinger 1919 einen dritten Platz bei den deutschen Meisterschaften. Knapp zwanzig Jahre später schloss Leichtgewicht Otto Grau mit einem zweiten Platz im Freistil und einem dritten Platz im griechisch-römischen Stil an diesen Erfolg an. Hans Gietl, deutscher Juniorenmeister von 1955, sorgte dann mit einem dritten Platz bei den deutschen Meisterschaften 1956 für eine weitere Topplatzierung eines Botnanger Athleten. Ebenfalls mit einem dritten Platz kehrte 1961 Siegfried Mangold von den deutschen Meisterschaften zurück.
1997 wurde zu einem besonders erfolgreichen Jahr für die Ringer. Erstmals wurde der ASV württembergischer Mannschaftsmeister. Im selben Jahr gewann Tanja Sauter bei den Europameisterschaften im Freistil eine Silbermedaille.

### Rundgewichtsriege
Bereits früh feierten die Kraftsportler große Erfolge. Insbesondere im Umgang mit dem Rundgewicht waren sie sehr versiert. Dabei wird das 10 kg schwere Sportgerät „nach vorgegebenen Kommandos, welche ein Werfen und Fangen des Rundgewichts vorschrieben, jongliert.“ So belegte 1912 die Rundgewichts-Musterriege bei den Deutschen Meisterschaften den 2. Platz,  1919 holte sie sogar den Titel, den sie 1920 verteidigten. Auch von 1923 bis 1925 gelang der Titelgewinn bei den deutschen Meisterschaften, der Erfolg wurde 1929 und 1931 wiederholt.

### Volleyball
Von 2000 bis 2001, von 2002 bis 2004 sowie von 2006 bis 2007 spielten die Männer in der damals drittklassigen Regionalliga Süd. Nach mehreren Jahren in der Oberliga und einem weiteren Abstieg 2011 wurde das Team von Trainer Marc-Oliver Mestmacher in der Saison 2012/13 Meister der Landesliga Nord und wird in der folgenden Spielzeit wieder in der Oberliga Württemberg vertreten sein. Aktuell spielt die erste Herrenmannschaft in der 3. Liga Süd.

### Fußball
Am 19. August 1912 wurde die Fußballabteilung gegründet. Im Jahr 1919, nach dem Ersten Weltkrieg, wurde die Abteilung Mitglied im Süddeutschen Fußballverband. Ab 1920 begann eine erfolgreiche Zeit für den ASV Botnang. Die 1. Männermannschaft der Fußballer stieg im Laufe des Jahres von der C-Klasse in die B-Klasse und im Jahr 1924 weiter in die A-Klasse auf. Im Jahr 1929 gelang dann der Aufstieg in die Württembergische Kreisklasse, seinerzeit die zweithöchste Spielklasse nach der Gauliga Württemberg. In dieser Klasse nahmen die Kicker des ASV zehn Jahre lang am Spielbetrieb teil. Ein Jahr nach dem Zweiten Weltkrieg wurde der ASV Botnang der Bezirksklasse Stuttgart-Süd zugeteilt. Damit musste der Klub noch einmal von ganz unten beginnen. An die Erfolge der Zeit vor dem Zweiten Weltkrieg konnten die Botnanger nicht wieder anknüpfen und mussten sich mit der Zugehörigkeit zu den lokalen, unteren Ligen zufriedengeben.